# حشيش الفرس
حشيش الفرس أو عشبة تونس هي نوع من النباتات المزهرة من فصيلة النجيلية. يتواجد في جميع أنحاء منطقة الساحل (إفريقيا)، ووادي النيل، وبلاد الشام، وأدخل إلى المغرب وإثيوبيا. وساهمت المادة الوراثية أثناء إنتاج الذرة الرفيعة المستأنسة، الذرة البيضاء.